# Valens (lingvistik)
Valens är en språkvetenskaplig term, lånad från kemin. Innebörden är att ett ord i kraft av sin betydelse ställer vissa villkor eller inger vissa förväntningar med avseende på underordnade satsled. Det gäller i högre grad deras antal än deras grammatiska form. Termen kom i mer allmänt bruk i samband med att Lucien Tesnière presenterade sin dependensgrammatik. Valensen hos ett ord omfattade i denna modell ordets aktanter. Tesnière skilde sålunda på avalenta, monovalenta, bivalenta och trivalenta verb, det vill säga verb med ingen, en, två eller tre aktant(er). Oftast har valensbegreppet förknippats med det finita verbet; skillnaden gentemot de traditionella begreppen transitivitet och rektion är då att i valensen även subjektet ingår.
Det har rått tveksamhet om valensbegreppets räckvidd. Förutom finita verb har adjektiv i predikativ ställning tillerkänts valens, liksom det deverbala eller deadjektiviska huvudordet i nominaliserade uttryck. Anledningen till motståndet mot att gå vidare till andra ordklasser ligger troligen i föreställningen att dessa inte är ”lexikaliska”.
Även om vissa försök gjorts att skilja på syntaktisk och semantisk valens menar de flesta att begreppet är övervägande semantiskt. Trots detta tar man sällan steget att jämställa valensbärare med logikens predikat. I en fras som (en) tung sten kan inte gärna sten tillerkännas valens, men däremot bestämningen tung, som kan anses som ett enställigt predikat. I detta fall blir alltså syntaktisk och semantisk dependens helt olika.
Inom den generativa grammatiken har man valt en annan term för (i stort sett) samma begrepp, nämligen argumentstruktur.